# Duma (Síria)
Duma (àrab: دوما, Dūmā) és una ciutat de Síria, administrativament pertany a la governació de Damasc Rural i és part del districte de Duma. Duma es troba a una altitud de 428 metres sobre el nivell del mar. Té una població de 117.679 habitants (cens del 2007), el que la converteix en la novena ciutat més gran de Síria. Duma és una ciutat de majoria musulmana.